# 横小管
横[小]管（亦称T[型]小管）是肌膜（一种细胞膜）上很深的内陷凹槽，目前只在骨骼肌细胞和心肌细胞上发现。这些横小管能够让膜去极化并迅速吸入细胞内部。

## 结构
肌纤维表面的细胞膜称为肌膜，肌膜沿肌纤维轴向下陷内凹形成横小管。这些内凹的肌膜上有大量L型钙离子通道。
骨骼肌的横小管内陷主要位于肌小节明带和暗带交界处，同两侧的终池（Terminal cisternae, 肌浆网的一部分，呈环形囊狀）形成骨骼肌三联体。
心肌也有类似的结构，不同的是一个横小管和一个终池组成心肌二联体，主要存在的位置是Z线。
这些结构（骨骼肌三联体和心肌二联体)对于兴奋－收缩耦联反应（见下文）有着物理上的重要意义。横小管紧连终池，因而受到肌浆网膜上电压依赖型L-型钙离子通道产生的影响，当沿着肌小节传递的动作电位使终池内钙通道开放，钙离子从肌浆网流入细胞质，胞内钙离子浓度升高。

## 兴奋－收缩耦联反应
横小管是兴奋－收缩耦合反应发生的主要场所，整个过程是将细胞膜的去极化最终转变为肌纤维的力作用。横小管上的L型钙离子通道由电信号激活开放，促使钙离子沿电化学浓度梯度流入细胞，同时和相邻细胞膜上的钙释放通道有相互作用力。
钙离子内流对骨骼肌兴奋－耦联反应影响甚微，但却对心肌正常工作至关重要，相较而言，横小管L型钙通道和钙释放通道的机械力相互作用对骨骼肌收缩有决定性影响,对心肌收缩来说反而微不足道。

## 相关技术
"Detubulation"技术可以将横小管和细胞膜表面在物理和功能上分离开，方法是使用具有渗透性的活性物质，例如，针对骨骼肌细胞使用甘油，针对心肌细胞使用甲酰胺。细胞在添加这些物质的溶液环境中会收缩，在撤去该环境中的这些物质后又能够迅速恢复到原来大小。这种快速的扩张可以让为了保持密闭性的横小管从模表面分离。这下个技术能够被用来研究横小管的功能。
有数据表明，心力衰竭会造成横小管网的消失，这再次证明了横小管的重要性。